# 上泉理想大根
上泉理想大根（かみいずみりそうだいこん）は、大根の一種。群馬県勢多郡桂萱村（現・前橋市）の伝統野菜である。練馬大根を桂萱村の風土に合わせて改良したものである。

## 沿革
桂萱村上泉地区は赤城山の裾野と関東平野が接することころにあたり、火山灰土の砂質土壌に覆われ、水はけが良好であるので大根の栽培の適している（特に桃ノ木川以北）。
上泉理想大根の歴史は、戦前、練馬に良い大根があると聞きつけた地元有志が種子を分譲してもらったことから始まる。1929年、農家の間で「有名な練馬大根の欠点をカバーし得る日本一の大根を作ろう」という機運が盛り上がり、群馬県農業総合試験場（現・群馬県農業技術センター）の古川技師の指導の下、品種改良が始まった。1934年、陸軍特別大演習が群馬県で行われたが、このとき上泉大根採種組合が大根5本を「天覧」に供している。特に気に入られたのか、5本30銭で買い上げられた。ただし、このときの品種は練馬大根であると記録に残っている。
1940年、黄葉系と黒葉系の大根を交互に植え付け、花粉交配によって品質も良く、病気に強い子孫を選択するという栽培法が発見される。9月初めに原種を播種、12月初めに大根を1本ずつ品質を調べる。このうち形の良い5パーセントを来シーズンの原種用に再び植える。翌年6月、種子を採取。残りの95パーセントは沢庵として加工・販売された。育成したのは篤農家・渡辺友作である、とする文献もある。黄葉と黒葉、あざみ葉とおかめ葉の混合比率を変えることで草勢と形質維持が可能となり、ピーク時には上泉大根採種組合の60件の農家が全国に種子を販売した。戦前・戦後の食糧難の時代、冬の間の副菜として大根の漬け物は重宝がられた（渡辺善衛による）。
練馬大根よりも優れたものが出来たことから生産量も増加し、全国農林産物品評会では、1953年から1961年まで毎年農林大臣賞を受賞。上泉大根採種組合の第2代会長・都丸貞作は、当時の上泉理想大根について「長さ1尺8寸(68cm)、首の太さ5寸(直径6cm)、太いところで8寸(直径10cm)。色白で皮が薄く、甘みが多く肉が柔らかい」とコメントしている。
その後、一般家庭で漬物を作ることも減り、平成になるころには渡辺友作の子・渡辺善衛が採種を続けるのみになっていた。
2007年頃から農事組合法人味菜が、道の駅赤城の恵で沢庵作りの体験学習を行う。渡辺善衛は2009年から2019年まで、前橋市立桂萱小学校で上泉理想大根の栽培と沢庵漬け製造の授業を引き受ける。また、青首大根と交雑しないように近隣の畑に出向いて青首大根の摘花をさせてもらうなどの努力をしている。それでも毎年数本、上泉理想大根に混じって青首大根が出来てしまうという。

## 特徴
『野菜情報』186号（2019年9月号）では、大根の在来種を「地大根」と定義している。地大根の魅力について、「それが栽培されてきた土地柄でしか特性が発揮されないこともあり、地域限定の味になる。地大根の料理は地域独特の味に富み、その土地の風土性に合った食文化を担っている」とする。上泉理想大根も地大根の一種である、とする。
大根を外見の違いにより大きく分類すると白首系、青首系、丸系、長短系、赤首系などがあるが、上泉理想大根は白首系である。
加工適性がよく、沢庵漬けにするとパリパリした歯ごたえがあり、糠漬けにするとほんのりと甘みを増す。